# 侯晓春
侯晓春（1960年7月—），男，汉族，四川营山人，中华人民共和国政治人物，四川大学经济学专业毕业，研究生学历，经济学博士。

## 生平
1977年8月参加工作。1982年7月毕业于四川农学院农学专业。1984年12月加入中国共产党。2005年3月任中共遂宁市委常委、常务副市长。2008年6月任中共广安市委副书记、市长。2013年，当选为第十二届全国人民代表大会。2013年2月任广安市委书记。2018年1月30日，当选四川省人大常委会副主任。2019年9月，不再担任省人大常委会副主任。